# Stephen Quinn
Stephen Jude Quinn (* 1. April 1986 in Dublin) ist ein irischer Fußballnationalspieler, der zwischen 2013 und 2016 achtzehnmal für die Republik Irland spielte und seit 2021 beim englischen Viertligisten Mansfield Town unter Vertrag steht.

## Vereinskarriere
Quinn begann in der Jugendmannschaft von St Patrick’s Athletic. Nach einem Ligaspiel im Jahr 2004, wechselte er 2005 an die Jugendakademie des englischen Zweitligisten Sheffield United, wo schon sein Bruder Alan Quinn untergekommen war und mit dem er dort zeitweise zusammenspielte. In der Saison, in der „The Blades“ als Vizemeister in die Premier League aufstiegen, kam er aber noch zu keinem Einsatz, sondern wurde an den Drittligisten Milton Keynes Dons ausgeliehen, bei dem er es in der Hinrunde auf 15 Einsätze brachte. Zur Rückrunde wurde er dann an Liganeuling Rotherham United ausgeliehen. Beide Vereine kämpften gegen den Abstieg, den nur Rotherham United als Fünftletzter vermeiden konnte. In der zweiten Hälfte der Premier League Saison 2006/07 kämpfte er dann auch mit Sheffield gegen den Abstieg, konnte diesen aber nicht verhindern. In der folgenden Zweitligaspielzeit reichte es mit Sheffield nur zu  einem neunten Platz. 2008/2009 erreichten sie als Dritter die Play-off-Spiele, scheiterten aber im Finale vor über 80.000 Zuschauern im Wembley-Stadion am FC Burnley. 2009/10 hatten sie als Achter nichts mit dem Aufstieg zu tun, 2010/11 stiegen sie dann als Vorletzter ab. In der Drittligasaison 2012/13 scheiterte der Wiederaufstieg im Playoff-Halbfinale, nachdem sie als Fünfter den direkten Wiederaufstieg verpasst hatten. Quinn war aber bereits nach drei Saisonspielen und insgesamt 212 Ligaspielen für Sheffield zum Zweitligisten Hull City gewechselt, mit dem er als Vizemeister in die Premier League aufstieg.
In seiner ersten Premier League Saison mit „The Tigers“ kam er zu 15 Einsätzen und half mit, dass der Verein als 16. dem Abstieg entging. Wichtiger war aber das erstmalige Erreichen des FA-Cup-Finales. Auf dem Weg dorthin hatte er im Halbfinale beim 5:3 gegen seinen alten Verein das zwischenzeitliche 4:2 erzielt. Bei der 2:3-Final-Niederlage gegen Arsenal nach Verlängerung, bei der er auf die späteren deutschen Weltmeister Per Mertesacker, Mesut Özil und Lukas Podolski traf,  wurde er beim Stand von 2:2 nach 75 Minuten ausgewechselt. Als Finalist war der Verein aber für die dritte Qualifikationsrunde zur UEFA Europa League 2014/15 qualifiziert. „The Tigers“ überstanden diese Hürde, bei der er allerdings nur einmal auf der Bank saß, und trafen dann in den Play-offs auf den belgischen Pokalsieger Sporting Lokeren. Nach einem 0:1 in Belgien gewannen sie zwar das Rückspiel mit 2:1, was aber aufgrund der Auswärtstorregel nicht zum Weiterkommen reichte.
In der Liga erzielte er in 28 Spielen ein Tor, erhielt aber auch am 28. Dezember 2014 beim Spiel gegen Leicester City in der vierten Minute der Nachspielzeit die Rote Karte, wurde aber nur ein Spiel gesperrt. Als Drittletzter stieg er mit dem Verein ab und wechselte daraufhin ablösefrei zum Zweitligisten FC Reading, mit dem es zu einem Platz im unteren Tabellenmittelfeld reichte. Im FA Cup 2015/16 scheiterte er mit Reading erst im Viertelfinale am Erstligisten Crystal Palace, im League Cup 2015/16 dagegen bereits in der zweiten Runden am Viertligisten FC Portsmouth.
Im Januar 2021 wechselte er zunächst auf Leihbasis zu Mansfield Town, wo er im Juni zunächst einen Einjahresvertrag erhielt.

## Nationalmannschaft
Quinn bestritt im Herbst 2007 und Frühjahr 2008 sechs Spiele in der Qualifikation für die U-21-EM 2009, bei der die Iren nur ein Spiel gewannen und Tabellenletzte wurden.
Erst mehr als fünf Jahre später wurde er zur A-Nationalmannschaft eingeladen, saß aber am 29. Mai 2013 gegen England zunächst nur auf der Bank. Vier Tage später kam er dann am 2. Juni 2013 beim 4:0 im Freundschaftsspiel gegen Georgien zu seinem ersten Einsatz, als er in der 76. Minute eingewechselt wurde. Fünf Tage später saß er dann beim Qualifikationsspiel für die WM 2014 am 7. Juni 2013 gegen die Färöer wieder nur auf der Bank, wurde aber vier Tage später im Freundschaftsspiel gegen Welt- und Europameister Spanien zur zweiten Halbzeit eingewechselt.
Danach dauerte es aufgrund von Muskelfaserrissen neun Monate bis zu seinem dritten Länderspiel, in denen er bei sieben Spielen auch nur einmal auf der Bank saß. Am 1. März 2014 wurde er dann im Freundschaftsspiel gegen Serbien für die letzten zehn Minuten eingewechselt. In den nächsten sechs Spielen kam er nur am 3. September 2014  im Freundschaftsspiel gegen den Oman zu einem ersten 90-minütigen Einsatz, ansonsten wurde er ein- oder ausgewechselt. Vier Tage später hatte er dann gegen Georgien im ersten Spiel der Qualifikation für die EM 2016 seinen ersten Pflichtspieleinsatz. In den restlichen Qualifikationsspielen kam er nur dreimal zum Einsatz und konnte so nur wenig zur erfolgreichen Qualifikation beitragen. Er kam dann auch nur noch einmal am 18. November 2014  beim 4:1 gegen die USA zu einem Einsatz über die vollen 90 Minuten. Auch nach der erfolgreichen EM-Qualifikation durfte er nur in einem der beiden Freundschaftsspiele im März 2016 zu einem einstündigen Einsatz auflaufen.
Am 12. Mai 2016 wurde er von Nationaltrainer Martin O’Neill in das vorläufige 35 Spieler umfassende Aufgebot für die EM berufen. Er wurde dann auch für den endgültigen Kader berücksichtigt. Seinen einzigen Einsatz hatte er im dritten Gruppenspiel gegen Italien, als seine Einwechslung in den Schlussminuten half, den 1:0-Sieg perfekt zu machen. Das Team erreichte dadurch das Achtelfinale, wo es gegen Gastgeber Frankreich ausschied.
In der nach der EM begonnenen Qualifikation zur Fußball-Weltmeisterschaft 2018 hatte er nur einen kurzen Einsatz im ersten Spiel gegen Serbien. Danach wurde er noch nicht wieder nominiert.

## Auszeichnungen
2012: Aufnahme ins PFA Team of the Year der League One

## Familie
Bereits sein älterer Bruder Alan Quinn bestritt zwischen 2003 und 2007 acht Spiele für Irland. Sein jüngerer Bruder Keith Quinn folgte ihm und Alan 2007 nach Sheffield, brachte es aber bisher noch nicht zum Nationalspieler.